# Walther Graeßner

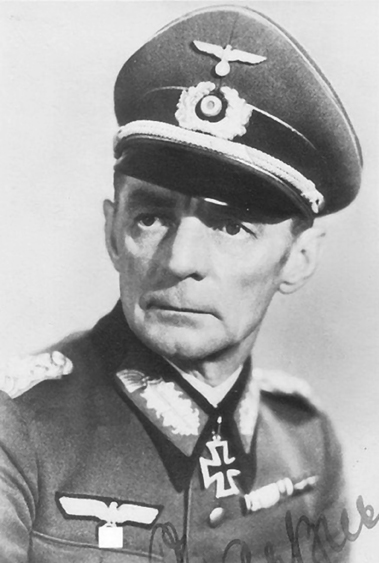
General der Infanterie Walther Graeßner

Walther Graeßner (* 31. Januar 1891 in Magdeburg; † 16. Juli 1943 in Troppau) war ein deutscher General der Infanterie im Zweiten Weltkrieg.

## Leben
Graeßner trat am 24. März 1909 als Fahnenjunker in das Metzer Infanterie-Regiment Nr. 98 und wurde dort am 22. August 1910 zum Leutnant befördert. Als solcher wurde er am 1. Oktober 1913 Adjutant des I. Bataillons und kam mit seinem Regiment nach Ausbruch des Ersten Weltkriegs und Mobilmachung an der Westfront zum Einsatz. Dort verwendete man ihn ab 1. Oktober 1914 als Regimentsadjutant. Am 27. Januar 1916 erfolgte seine Beförderung zum Oberleutnant und am 4. März 1917 versetzte man ihn als Adjutant zur 66. Infanterie-Brigade. Hier sollte er bis über das Kriegsende hinaus verbleiben, um dann vom 29. April bis 12. Juni 1919 in den Großen Generalstab kommandiert zu werden.
Anschließend erfolgte seine Übernahme in die Reichswehr und man verwendete ihn zunächst beim Stab der Reichswehr-Brigade 4. Von dort erfolgte am 1. Oktober 1920 die Versetzung in das Schützen-Regiment 7 sowie am 1. Januar 1921 in das 12. Infanterie-Regiment nach Dessau. Vom 1. bis 17. Januar sowie vom 24. März bis 22. April 1921 kommandierte man ihn zeitgleich zum Stab des Artillerieführers IV. Mit der Beförderung zum Hauptmann am 20. März 1922 erfolgte einen Tag später die Ernennung zum Adjutanten des I. Bataillons des 12. Infanterie-Regiments. Vom 1. August bis 30. September 1922 gehörte er dann als MG-Offizier dem Regimentsstab an. Die Zeit bis zu seiner Ernennung zum Kompaniechef am 5. April 1925 verbrachte er mit verschiedenen Kommandierungen. Zunächst für ein Jahr zum Wehrkreis-Kommando IV, dann zur 8. Kompanie des Regiments sowie noch kurzzeitig zum Stab des II. Bataillons. Am 1. Oktober 1925 folgte die Versetzung in das Reichswehrministerium nach Berlin sowie ein Jahr später in den Stab der 2. Kavalleriedivision nach Breslau. Hier sollte Graeßner bis zu der Ernennung zum Kompaniechef im  8. (Preußisches) Infanterie-Regiment am 1. Februar 1929 verbleiben. Am 1. April 1931 wurde Graeßner Major und als solcher vom 1. Oktober 1931 bis 31. März 1934 in den Stab der 1. Division nach Königsberg versetzt. Anschließend kam er unter gleichzeitiger Beförderung zum Oberstleutnant zur Kommandantur Leipzig, aus der dann am 15. Oktober 1935 die 14. Infanterie-Division gebildet wurde, der er dann als Erster Generalstabsoffizier (Ia) angehörte. Als Oberst (seit 1. Januar 1936) fungierte er ab 12. Oktober 1937 als Kommandeur des Infanterie-Regiments 53 und wurde am 1. Juli 1939 Kommandeur der Ergänzungstruppen des XVII. Armeekorps.
Ab dem 26. August 1939 fungierte er als Kommandeur der Ersatztruppen im Wehrkreis XVII (Wien) sowie nach seiner Beförderung zum Generalmajor am 1. Oktober 1939 ab 15. Oktober 1939 als Kommandeur der Ersatztruppen im Wehrkreis XVII/2. Aus dem Verband wurde dann am 9. November 1939 die 187. Division gebildet, die Graeßner bis zum 5. Februar 1940 kommandierte. Anschließend übernahm er in gleicher Funktion bis zum 9. Dezember 1941 die 298. Infanterie-Division und wurde in der Zwischenzeit am 1. Oktober 1941 zum Generalleutnant befördert. Anschließend versetzte man ihn bis 17. Februar 1942 in die Führerreserve und ernannte ihn dann zum Kommandierenden General des XII. Armeekorps. In dieser Funktion wurde er am 1. Juni 1942 General der Infanterie. Am 16. Februar 1943 wurde er nach einer schweren Verwundung abermals in die Führerreserve versetzt. Graeßner erlag am 16. Juli 1943 im Reserve-Lazarett Troppau seinen Verletzungen.

## Auszeichnungen
- Eisernes Kreuz (1914) II. und I. Klasse[1]
- Lippisches Kriegsverdienstkreuz[1]
- Ritterkreuz des Eisernen Kreuzes am 27. Januar 1941[2]